# Легат Јоце Вујића
Легат Јоце Вујића  (библиотека Јоце Вујића), представља његову личну библиотеку и архиву коју је он поклонио Универзитетској библиотеци „Светозар Марковић” 1932. године. Библиотека Јоце Вујића је по свом садржају врло вредна, садржи реткости до којих се данас не може доћи и многима је послужила за интересантна истраживања.

## О Библиотеци Јоце Вујића
Библиотека Јоце Вујића има 4911 инвентарних бројева, са преко 10000 књига и часописа и представља велику материјалну и научну вредност. То је једна од најбогатијих библиотека за проучавање националне и културне историје српског, али и других југословенских народа. У њој се налазе „старе српске и глагољске књиге, дубровачке и хрватске књиге, листови и часописи од XVIII до краја XIX века. Поред тога, има доста старих дела на латинском, немачком и мађарском језику од XVI до XVIII века, која говоре о нашој прошлости, нпр. из XVI века 25 књига, међу којима и ретка издања из млетачке штампарије Божидара Вуковића – Празнични минеј из 1538, из XVII века преко 50 домаћих и страних књига, нпр. дело Орбина Il regno degli Slavi из 1601, Халкокондилова Историја Турака из 1650, Путовање.. Едварда Брауна из 1686, затим око 200 књига из XVIII века, међу њима и први српски буквар из 1739. године, Жефаровићева Стематографија из 1741, први српски часопис Славено-сербски магазин из 1768. као и преко 900 књига разних струка, претежно првих издања, из прве половине XIX века. Такође су изузетно ретке и многобројне брошуре које се налазе у овој библиотеци. Уз библиотеку, Јоца Вујић је поклонио и своју богату архиву која садржи око 4.000 докумената и подељена је у четири целине:
- Преписка XVIII века (272 писма)
- Преписка кнеза Милоша Обреновића (1427 докумената)
- Преписка Косте Анастасијевића, српског агента у Букурешту (540)
- Преписка познатих и мање познатих личности новијег доба (око 2000), као Кристофера Жефаровића, Илије Гарашанина, Љубомира Ненадовића, Вука Стефановића Караџића, Јоакима Вујића, Радоја Домановића, Јанка Веселиновића, Јована Јовановића Змаја и др.

Посебну групу представљају војни и политички извештаји и отворени и шифровани телеграми из српско-турског рата 1875-1878. године и из ратова од 1912. до 1918. чији број прелази две стотине.

### О Јоци Вујићу
Јоца Вујић, велики добротвор Београдског универзитета, велепоседник, познати библиофил, родио се у Сенти, у Бачкој. Основну и средњу школу завршио је у Сенти. Наставио је школовање у Сегедину, а почетком 1877. отишао у Братиславу у тзв. Горњу гимназију, где је провео четири године. Једну годину је слушао предавања на Филозофском факултету у Бечу, али је напустио филозофске студије да би могао да преузме вођење економије свога оца, па се због тога уписао на Високу агрономску академију у Алтенбургу у јесен 1882. Дипломирао је 1885. године. У Сенти унапређује своје имање. Члан је, а касније и председник, Српске православне црквене општине у Сенти, члан Управног одбора Матице српске у Новом Саду. Преко четрдесет година сакупљао је по земљи и иностранству књиге и рукописе који се односе на српску историју, књижевност и културу. Његова нумизматичка збирка, галерија слика, библиотека и архива, представљали су тада најбогатију приватну збирку у земљи. Преко 300 уметничких слика домаћих и страних аутора и нумизматичку збирку, поклонио је Јоца Вујић Универзитету (данас се налазе у Народном музеју), 50 слика је даривао Матици српској и оне су представљале основу за отварање Галерије Матице српске у Новом Саду, док је своју библиотеку и архиву поклонио 1932. године Универзитетској библиотеци.

## Београдска штампа о поклону
Београдска штампа је поздравила његов поклон као „дар Београду, дар српском народу, дар науци и аманет потомству“, учвршћујући га на тај начин у ред великих српских добротвора којима наш народ има да захвали за многа културна и просветна добра у прошлости. Министар просвете захвалио му се „као једноме од највећих народних и културних добротвора, којима се само можемо подичити“. Краљ је одликовао Вујића орденом светог Саве другог реда, а Библиотечки одбор Универзитетске библиотеке предложио је 1932. године да се Јоца Вујић изабере за почасног доктора Београдског универзитета.